# Axel Reinhold von Sydow
Axel Reinhold von Sydow, född 10 november 1788, död 1 oktober 1834, var en svensk ämbetsman.

## Bana
von Sydow blev auskultant i Göta hovrätt 20 januari 1806, i Svea hovrätt 9 oktober 1807 och extra kanslist i förvaltningen av sjöärendena 13 oktober 1807, i banken 11 februari 1808, i Krigskollegium och Krigshovrätten 23 april samma år. Han blev kanslist i förvaltningen av sjöärendena 21 juni 1808 och vice notarie samma år, extra notarie i Svea hovrätt 14 oktober 1809 och fältadvokatfiskal i generalkrigskommissariatet vid kustarmén 1810. Samma år blev han tillförordnad advokatfiskal och sekreterare i förvaltningen av sjöärendena och notarie där 1 februari 1811, advokatfiskal i generalkrigskommissariatet för oavslutade krigsredogörelsemål 20 december samma år och krigsfiskal vid armén under fälttåget 10 september 1812. Han blev ombudsman vid dykerikompaniet 1813 och landssekreterare i Stockholms län 17 juni samma år.
Han blev lagman 23 januari 1828, vice landshövding i Örebro län i september 1833 och tillförordnad underståthållare i Stockholm 12 juli 1834.

## Hedersbetygelser
von Sydow blev riddare av Nordstjärneorden 27 november 1826.

## Adlande
von Sydow adlades 28 maj 1830 under samma namn. Ätten utslocknade 1951.

## Familj
Axel Reinhold von Sydow var son till prosten i Högsby i Kalmar stift Johan Peter von Sydow och dennes första fru Charlotta Elisabeth Rudebeck, dotter till överjägmästaren Olof Fredrik Rudebeck.
von Sydow gifte sig 1814 med Anna Catharina Carlin, dotter till kapten Daniel Carling och Elisabeth Ekman.